# Hårlev
Hårlev ist ein Ort auf der dänischen Insel Seeland. Er gehört zur Gemeinde Stevns in der Region Sjælland und hat 2894 Einwohner (Stand 1. Januar 2023).
Der Runenstein von Tryggevælde soll ursprünglich vom Hothers Høj (auch Kirke- oder Kong Hothers Høj genannt) auf dem Friedhof der Hårlev Kirke stammen. 

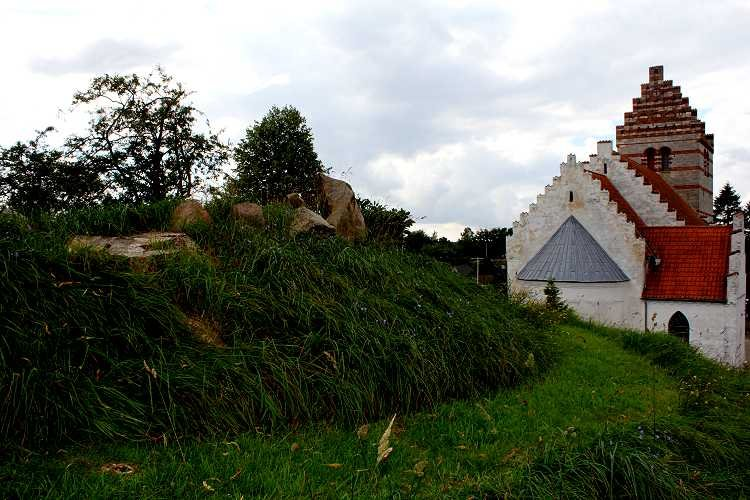
Der Hothers Høj hinter der Kirche

## Verkehr
Hårlev besitzt einen Bahnhof an der Strecke Køge–Faxe Ladeplads. In Hårlev zweigt eine Nebenstrecke nach Rødvig ab.

## Entwicklung der Einwohnerzahl
| Jahr             | Einwohner |
| ---------------- | --------- |
| 9. November 1970 | 1228      |
| 1. Januar 1976   | 1617      |
| 1. Januar 1981   | 1838      |
| 1. Januar 1986   | 2078      |
| 1. Januar 1990   | 2220      |
| 1. Januar 1996   | 2286      |
| 1. Januar 2000   | 2393      |
| 1. Januar 2004   | 2451      |
| 1. Januar 2008   | 2522      |
| 1. Januar 2008   | 2529      |

## Verwaltungszugehörigkeit
- bis 31. März 1962: Landgemeinde Hårlev-Himlingøje, Præstø Amt
- 1. April 1962 bis 31. März 1970: Landgemeinde Vallø, Præstø Amt
- 1. April 1970 bis 31. Dezember 2006: Vallø Kommune, Roskilde Amt
- seit 1. Januar 2007: Stevns Kommune, Region Sjælland